# ممفيس سليم
جون لين تشاتمان (بالإنجليزية: Memphis Slim)‏ الشهير بممفيس سليم (3 سبتمبر 1915 في ممفيس، تينيسي-24 فبراير 1988 في باريس، فرنسا) هو مغن وملحن، وعازف بيانو أمريكي.

## روابط خارجية
- ممفيس سليم على موقع IMDb (الإنجليزية)
- ممفيس سليم على موقع ميوزك برينز (الإنجليزية)
- ممفيس سليم على موقع ميوزك برينز (الإنجليزية)
- ممفيس سليم على موقع ميوزك برينز (الإنجليزية)
- ممفيس سليم على موقع أول ميوزيك (الإنجليزية)
- ممفيس سليم على موقع ديسكوغز (الإنجليزية)
- ممفيس سليم على موقع ديسكوغز (الإنجليزية)
- ممفيس سليم على موقع ديسكوغز (الإنجليزية)
- ممفيس سليم على موقع ديسكوغز (الإنجليزية)
- ممفيس سليم على موقع قاعدة بيانات الفيلم (الإنجليزية)